# Jeziorki (powiat świecki)
Jeziorki – (niem. Kleinsee, Jeziorken, 1942-1945 Steffensland) wieś w Polsce położona w województwie kujawsko-pomorskim, w powiecie świeckim, w gminie Lniano. W skład sołectwa Jeziorki wchodzi także wieś Karolewo.
Jeziorki zostały założone w 1727 roku przez Olędrów (mennonitów) pochodzących z Przechówka. Była to gmina flamandzka, składająca się z 12 rodzin. W 1743 roku powstał tu Dom Modlitw. Ówczesna nazwa wsi Kleinsee. Fakt ten był o tyle ciekawy, że jako jedyne osiedle zamieszkałe przez menonitów, Jeziorki były położone poza doliną Wisły.
W latach 1975–1998 miejscowość należała administracyjnie do województwa bydgoskiego.